# ウィンター・ウルフ・シンドローム
ウィンター・ウルフ・シンドローム (Winter Wolf Syndrome) とは主に狼や狼犬に見られる、冬季において強い攻撃性を示す行動である。季節性攻撃性 (Seasonal Aggression)ともよばれる。
症候群 (Syndrome) という言葉が使われるが、厳密にはこれは症候群ではない。

## 概要
狼や狼犬は発情期前後の10月から4月の間に攻撃性を増すことがあり、その変化は軽い不機嫌さから極端な独占欲や攻撃性まで非常に多様で、個体差がある。症状は狼の自然な繁殖サイクルに伴うホルモンの変化と関連しており、避妊・去勢手術を施した個体にも観察されることがある。個体によっては一晩で突然攻撃性を示し、狂暴になることもある。また逆に、非常に愛情深く、社交的になるケースもある。症状の重さは個体の狼としての血の濃さにもよる。
繁殖期を過ぎると、通常は元の状態に戻る。期間中は不機嫌や攻撃性の兆候に備える必要があるが、個体によっては短かったり、さらに長い可能性もある。運が良ければ、不機嫌であるというだけで済む。
なお、この季節性の傾向はすべての個体に見られるわけではない。

## 症状の性差

### オス
イエイヌのオスの多くは一年中繁殖が可能であるが、狼やハイコンテンツ、一部のミッドコンテンツのオスは一年中の繁殖が可能ではない。6月から9月にかけてテストステロンが最も低くなり、10月に入ると増加がみられ、オスはメスにとても気を遣うようになる。12月から3月にかけてはそのレベルが最も高くなり、”ウィンター・ウルフ”のピークとなる。
オスはメスと一緒に飼育されている場合、メスを守ることが多い。また、一緒に飼育されていなくても、付近に発情しているメスがいる場合、同様の症状を示すことがある。このとき、オスは自分が主導権を握っていることを示したがり、飼い主の立場を奪おうとして攻撃的になる場合がある。非常に危険であり、柵の中などへの隔離を必要とする可能性が高い。

### メス
多くの犬種が年2回発情するのに対し、オオカミのメスは年一回の生殖周期をもつ。場所や緯度に応じて1月から3月に発情期に入り、妊娠期間は平均62～63日で、3月下旬から5月にかけて出産する。この際、エストロゲン、プロゲステロン、プロラクチンのレベルが変動することも、メスの行動に影響を与える。
メスはライバルのメスを容赦なく攻撃することが多く、一緒に飼うと片方または両方が大けがをしたり、死に至る事さえある。しかし、絆の強い相手にはより粘着的になったり、より愛情を注ぐようになることもある。

## 行動変化のサイン
行動変化のサインとしては、以下のようなものがある。
- 甘えん坊で愛嬌のあった個体が、注意を引こうとするとシャイになり尻込みしたり、完全に無視するようになる
- 唇を持ち上げて歯を見せる
- 飼い主に向かってうなる
- 強気・反抗的な態度
- 堅苦しいボディランゲージ(頭を上げ、耳を前に出し、しっぽを上げ、強いまなざしで見る)や、尊大な様子で闊歩したりして飼い主の帰宅を迎える
- 服従訓練を受けた個体が、あまり従おうとしない
- 狩猟本能が強くなる
- 独占欲が強くなり、おやつ、骨やお気に入りのおもちゃ、仲間の持ち物から飼い主を遠ざけたり、囲いの中に全く入れなくなる
- 同性間攻撃性が強くなる
- メスの場合には、一人には愛想がよくなったりするのに、他にはひどく不機嫌になる

より危険な行動には以下のようなものがある。
- 激しく唸り、毛を逆立てて怒る
- 途切れることのない集中力
- ゆっくり向かってきて、挑発する
- 撫でられていたのが、前足を肩に載せ、歯をむき出しにして後ろから唸る
- 同性への攻撃性の増加
- 本格的な攻撃

## 対策
去勢や避妊手術を行うことで症状を引き起こす可能性を低めることはできるが、完全に止めることはできない場合も多い。良好な関係を飼い主との間に築いていたとしても、最悪の事態が起こる可能性もあるため、飼育者は十分に気を付ける必要がある。
単独で飼育場所に入るのは避けスコップ、ちり取りなど身を守れるものを持ち、武器として使用するのではなく、腕の延長として使用し、囲いから出るまでの時間稼ぎとして噛ませる。